# Wilhelm Schitli
Wilhelm Schitli (ur. 26 czerwca 1912 w Osnabrück, zm. 31 marca 1945) – zbrodniarz hitlerowski, jeden z wysokich rangą funkcjonariuszy SS pełniących służbę w obozach koncentracyjnych i SS-Hauptsturmführer.
Od 1934 był członkiem SS i jednocześnie pełnił służbę w obozie Esterwegen. W 1936 został Rapportführerem (oficerem raportowym, odpowiedzialnym za apele więźniów) w Sachsenhausen. W 1940 Schitli był przez krótki okres 2. Schutzhaftlagerführerem w Buchenwaldzie, po czym został kierownikiem obozu i zastępca komendanta (1. Schutzhaftlagerführer) Neuengamme.
W połowie lipca 1942 Schitli został drugim z kolei i ostatnim komendantem obozu pracy Arbeitsdorf. Stanowisko to zajmował do likwidacji obozu w październiku 1942. Mianowano go wówczas komendantem obozu pracy dla Żydów w Pustkowie (koło poligonu Heidelager). W obozie tym zginęło około 5 tysięcy Żydów. We wrześniu 1943 Schitli został przeniesiony do służby w sztabie Wyższego Dowódcy SS i Policji regionu Ostland. Został uznany za zaginionego z dniem 31 marca 1945.